# Török nyelv
A török nyelv, pontosabban törökországi török nyelv (Türkçe vagy Türk dili) az altaji nyelvcsalád török ágán belül a köztörök nyelvek oguz csoportjába tartozik. A magyar szakirodalomban – durva egyszerűsítéssel – nevezik még oszmán-töröknek is, amely valójában a hajdani Oszmán Birodalom lakosságának zömét kitevő török nép mesterségesen kidolgozott írott nyelvének megjelölésére szolgált (klasszikus oszmán-török nyelv), megkülönböztetésül a török nyelvek többi tagjától. Bár a többi köztörök nyelv (főleg az azeri és a türkmén, melyeket a volt Szovjetunió utódállamaiban beszélnek), közel áll a törökhöz, fontos különbségek vannak köztük a nyelvtan, a szókincs és a hangtan tekintetében.
A világon élő török nyelvű emberek számát 61 millióra teszik, ebből 51,8 millió él Törökországban. A török nyelvet beszélik Bulgária (810 000), Irak (380 000), Görögország (300 000), Ciprus (175 000), Észak-Macedónia (100 000) és Románia (30 000) egyes részein is. Németországban 1,5 millióra, az Európai Unióban 2-3 millióra becsülik számukat. Egyes források ennél még néhány millióval többre is becsülik a törökök számát.
A török agglutináló nyelv. A grammatikai viszonyokat ragokkal, illetve névutókkal (főleg ragozott névutókkal) fejezi ki, a magyarhoz hasonlóan. pl. balta=balta > baltada=baltánál; ev=ház > evin içinde=házban (iç-i-nde=belse-jé-ben)

## Története
A török (türk) nyelvek történetét tudósok egészen az időszámításunk előtti negyedik évezredig vezetik vissza. A török nyelvek első írásos emléke a 8. századból való, melyet Mongólia területén találtak. Vándorlásaik során az őstörök törzsek átvették azoknak a népeknek az írásmódját, ahol letelepedtek, így például találunk türk nyelvű szövegeket páli vagy brahman írással is. A 11. században a szeldzsuk törökök behatoltak Anatóliába, majd terjeszkedni kezdtek, és átvették az arab írást. A 14. századra kiépülő birodalomban már az oszmán-török nyelv (arab írással) dominált; többek között Anatólia nyugati részén is.
1530-ban adják ki az első olyan könyvet, mely a török nyelvtant tanulmányozza. A birodalom terjeszkedésének következtében a 16. századra az oszmán-török nyelv perzsa és arab szavakkal bővült. 1932-re az idegen jövevényszavak a nyelv szókincsének 60-65%-át tették ki. Az arab és a perzsa nyelv nem csak a szókincsre volt hatással, hanem a nyelvtanra is; ennek következtében az oszmán-török nyelv rendkívül bonyolulttá vált. További nehézséget jelentett, hogy az arab írás egyre kevésbé tudta követni a beszélt nyelv folyamatos változását, emiatt gyakorivá váltak az eltérések. A szóvirágairól híres oszmán-török nyelvet leginkább a gazdagabbak és a magasabb társadalmi rangúak beszélték, míg az egyszerű anatóliai parasztok például továbbra is az anatóliai török nyelvet használták.
A 19. században  értelmiségi körökben mindinkább elterjedt a nézet, hogy szükség lenne az oszmán-török nyelv megújítására, egyszerűsítésére, az idegen szavak eltávolítására. Mivel a birodalom már hosszú ideje elmélyült volt különböző belső és külső problémákban, ezért oktatásügyi és kulturális reformra nem igen tudott gondot fordítani, így az újságírók, írók és költők által támogatott mozgalom csak 1928-ban kezdett el beteljesedni, Atatürk reformjaival.

### Atatürk reformja
A Török Köztársaság létrejötte után Atatürk minden téren radikálisnak mondható reformokat vezetett be. Ennek egyike volt az oszmán-török nyelv megújítása is. Az államfő hazai és külföldi tudósokat bízott meg az új török nyelv kialakításával. A folyamat során leegyszerűsítették az évszázadok alatt szinte érthetetlenül bonyolulttá vált nyelvtant és megtisztították a nyelvet az arab és perzsa jövevényszavaktól. Igyekeztek eredeti török szavakkal pótolni őket, illetve ha erre nem volt lehetőség, új szavakat alkottak, végső esetben pedig a francia nyelvből kölcsönöztek. Például a j (azaz zs) hangot tartalmazó szavak többsége francia eredetű a török nyelvben: jeton (zseton), jübile (jubileum).
Eredetileg a nacionalisták célja a nyelv teljes megtisztítása, vagyis az összes, nem török eredetű szó eltávolítása volt, ám ez több problémát is felvetett. Nagyon sok olyan szót találtak, aminek nem volt török megfelelője, így első lépésben felhívást intéztek az emberekhez, hogy a listában felsorolt idegen szavak helyett javasoljanak mást, alkossanak új szavakat. Ez a terv már-már groteszk kifejezéseket eredményezett, az új szavakkal írt szövegek szinte teljesen érthetetlenek lettek az emberek számára. Mivel a nacionalista célokat Atatürk nem volt hajlandó feladni, így a török nyelvészek – alávetve magukat a nemzeti céloknak – elfogadták az úgynevezett „napnyelv-elméletet”, mely szerint minden nyelv egyetlen ázsiai őstörök nyelvből származik, így azok az idegen szavak is, melyeknek nincs pontos török megfeleljük; vagyis maradhatnak.
1928-ban bevezették a latin ábécét, mindenki számára kötelezővé tették az elsajátítását, az arab írás használatát pedig megtiltották. 1932-ben létrejött a Türk Dil Kurumu, a Török Nyelvintézet, melynek feladatai közé tartozott a nyelvújítás felügyelete és végrehajtása. Az országban mindenkinek kötelező volt megtanulnia az új írást, Atatürk maga is járta az országot táblával és krétával, és több városban, faluban is maga tanította a népnek az új ábécét.

## Jellemzői
A török nyelvre jellemző tulajdonságok:
- agglutináló nyelv, azaz ragokat használ
- magánhangzó-harmónia: a ragok hangrendjének illeszkednie kell a szótő hangrendjéhez: ev-de (ház-ban), ada-da (sziget-en)
- nincs nyelvtani nem: o (ő)
- az altaji nyelvcsaládra jellemzően a melléknév megelőzi a főnevet: güzel pencere (szép ablak)
- az ige a mondat végén található: Ali Burcu'yu çok seviyor (Ali nagyon szereti Burcut)

## Dialektusok
A török nyelv dialektusait két nagy csoportra oszthatjuk: nyugati és keleti dialektusokra. A nyelvjárások egy része a terület nevéről kapta az elnevezését.
- Nyugati dialektusok:
  - dunai
- Keleti dialektusok:
  - Eskişehir
  - Razgard
  - Dinler
  - ruméliai
  - Karamanli
  - Edirne
  - Gaziantep
  - Urfa

Más források délnyugati, közép-anatóliai, keleti, ruméliai és kastamonu nyelvjárásokra osztják a török nyelvet.
A modern török irodalmi nyelv az anatóliai dialektus Isztambulban beszélt változatára épül. Ciprus szigetén az ún. török ciprióták beszélik a ciprusi törököt, saját nevén a gibrizlidjá-t, amely sok elemet átvett a görög nyelvből, illetve a szigeten élő görög ciprióták nyelvhasználatából. Egyik területi nyelv sem hivatalos Cipruson.

## Nyelvtan
A török nyelvtan, akárcsak a magyar, ragokra, toldalékokra épül, melyek minden esetben igazodnak a szó hangrendjéhez, azaz az utolsó szótag magánhangzójától függenek. A főnévragozás hat esetet ismer, úgy mint alanyeset, tárgyeset, birtokos eset, közelítő/részes eset, helyhatározó eset és távolító eset. A török nyelvben nincs határozott névelő: kitap masada (a könyv az asztalon van), a határozatlan névelő a bir: Güzel bir köpek gördüm (Láttam egy szép kutyát), melynek jellegzetessége, hogy nem a jelző előtt, hanem után áll.  A határozottságot kifejezhetjük a mutatónévmások (bu, şu, o) használatával is.
Az igék múlt idejének jele a miénkre emlékeztet: d, illetve t (látta, futott), a feltételes mód jele és illeszkedése (adnék), tagadásuk is a miénkhez hasonló (nem, ne), ez utóbbi ragozott formában nem az igét előzi meg, hanem képzőként közvetlenül az igetőhöz kapcsolva áll (nem írok – yazmıyorum). A török nyelvben ritkán használnak segédigét, és az indoeurópai típusú „bírni” szerkezeti forma helyett is a magyarhoz hasonlóan „neki van” alakot használnak.
A török nyelv több igeidőt ismer, mint a magyar: a jelen, múlt és jövő idejű igéknek van folyamatos alakjuk, használják a régmúlt igeidőt és a nálunk nem ismert bizonytalan múlt fogalmát (-mış) is, mely a bizonytalanságon túl kifejezi azt is, hogy a beszélő nem volt szemtanúja az eseményeknek; hirtelen fedezett fel valamit („Nahát, elszakadt a harisnyám!”) vagy udvariasan, messziről szemlél egy eseményt.
A török mondat általában S+O+V azaz alany-tárgy-állítmány szórendű: Kadın kitabı okudu. ⇒ A nő elolvasta a könyvet; tehát az ige legtöbbször a mondat végén áll, a hangsúlyozni kívánt rész pedig az ige elé kerül: Bursa'ya Ali gitti (Ali ment Bursába).

### Ábécé
A török nyelvben 1928 óta a latin írást használják. A török ábécé fonetikus, azaz úgy írjuk, ahogy olvassuk, de előfordul benne néhány kivétel.
Betűi:
- a b c ç d e f g ğ h i ı j k l m n o ö p r s ş t u ü v y z
- A B C Ç D E F G Ğ H İ I J K L M N O Ö P R S Ş T U Ü V Y Z

### Kiejtés
| Betű | Betű | IPA            | Magyar megközelítő kiejtés | Betű | Betű | IPA          | Magyar megközelítő kiejtés |
| ---- | ---- | -------------- | --- | ---- | ---- | ------------ | --- |
| A    | a    | /a/            | Rövid, kevésbé nyílt, mint a magyar á | M    | m    | /m/          | mi |
| B    | b    | /b/            | bot | N    | n    | /n/          | nem |
| C    | c    | /d͡ʒ/           | dzseki | O    | o    | /o/          | hobbi |
| Ç    | ç    | /tʃ/           | csat | Ö    | ö    | /œ/          | öreg |
| D    | d    | /d/            | drót | P    | p    | /p/          | pók |
| E    | e    | /e/ vagy /æ/   | Szótagvégi /m, n, l, r, z/ előtt a magyar e-nél nyíltabb /æ/ (ben 'én', gel 'gyere'), eɡyébként a magyar e-nél zártabb /e/ (beni 'engem', gelin 'jöjjön <Ön>')                        | R    | r    | /ɾ/          | róka; szótaɡ végén lágyabban, az anɡol r-hez hasonlóan ejtik [ɹ] (arkadaş 'barát'), szó elején és végén pedig réshanggá is válhat: szó elején zöngés [ɾ̝] (resim 'kép'), szó végén pedig zöngétlen [ɾ̝̊] (onlar 'ők') |
| F    | f    | /f/            | fal | S    | s    | /s/          | szék |
| G    | g    | /g/ vagy /ɟ/   | gél | Ş    | ş    | /ʃ/          | sál |
| Ğ    | ğ    | /j/ vaɡy semmi | Magas magánhangzó után /j/ (eğer 'ha'); mély magánhangzó után nem ejtik (ağaç 'fa'), ilyenkor szótagzáró helyzetben az előtte álló magánhangzó megnyúlik (pótlónyúlás) (oğlu 'a fia') | T    | t    | /t/          | tábla |
| H    | h    | /h/            | hó | U    | u    | /u/          | uborka |
| I    | ı    | /ɯ/            | Ajakkerekítés nélkül ejtett 'u' | Ü    | ü    | /y/          | üveg |
| İ    | i    | /i/            | piros | V    | v    | /ʋ/ vagy /v/ | Zöngétlen mássalhangzó után [v] (cetvel 'lista'), egyébként labiodentális félhangzó [ʋ] (Avrupa 'Európa') |
| J    | j    | /ʒ/            | zsiráf | Y    | y    | /j/          | jég – nyomatékos ejtés esetén réshangként: [ʝ] |
| K    | k    | /k/ vagy /c/   | kert | Z    | z    | /z/          | zokni |
| L    | l    | /ɫ/ vagy /l/   | levél |      |      |              | |

## Török jövevényszavak a magyarban
A honfoglalás előtti két-három évszázadban a magyar kb. 300 szót vett át a kelet-európai sztyeppén a szomszédos török népektől (elsősorban az ún. csuvasos típusú török nyelvekből). Ezek közül néhány:
- a hittel kapcsolatos szavaink: Isten, ég, tündér, bűn, eskü, böjt, búcsú, egyház, gyón, erkölcs stb.
- színeink: sárga, kék, piros
- az állattartás és a növénytermesztés körébe tartozó szavak: barom, bika, borjú, disznó, gyapjú, író, karám, kecske, komondor, köpű, kos, kuvasz, ökör, ól, serte, teve, tinó, túró, tyúk, ünő, ürü; alma, arat, árok, árpa, borsó, búza, csanak, dara, dió, eke, gyom, gyümölcs, kender, kert, komló, kökény, körte, ocsú, orsó, őröl, tarló, tiló, torma, sarló, szór, som stb.
- a borkultúrával kapcsolatos szinte minden szavunk török eredetű: szőlő, bor, csiger, seprő, ászok, szűr stb.
- az állam- és közélettel kapcsolatos török eredetű szavaink: ál, bátor, bér, betű, bilincs, bíró, bocsát, boszorkány, bűbáj, bő, bölcs, börtön, csata, csősz, érdem, gyaláz, gyanú, gyűlöl, imád, ír, kín, koporsó, kölcsön, orvos, sereg, sír, tanács, tanú, telek, terem, tolmács, tor, tömény, törvény, úr, üdül, ünnep stb.

## Külső hivatkozások
- (török) Török Nyelvintézet Archiválva 2015. november 3-i dátummal a Wayback Machine-ben
- (magyar) Török-magyar szótár a Wikiszótárban